# Ennetbühl
Ennetbühl ist eine Ortschaft und eine Ortsgemeinde in der politischen Gemeinde Nesslau im Toggenburg im Kanton St. Gallen in der Schweiz. Ennetbühl liegt im Luterental an der Strasse Nesslau–Schwägalp und ist im Inventar der schützenswerten Ortsbilder der Schweiz aufgeführt.

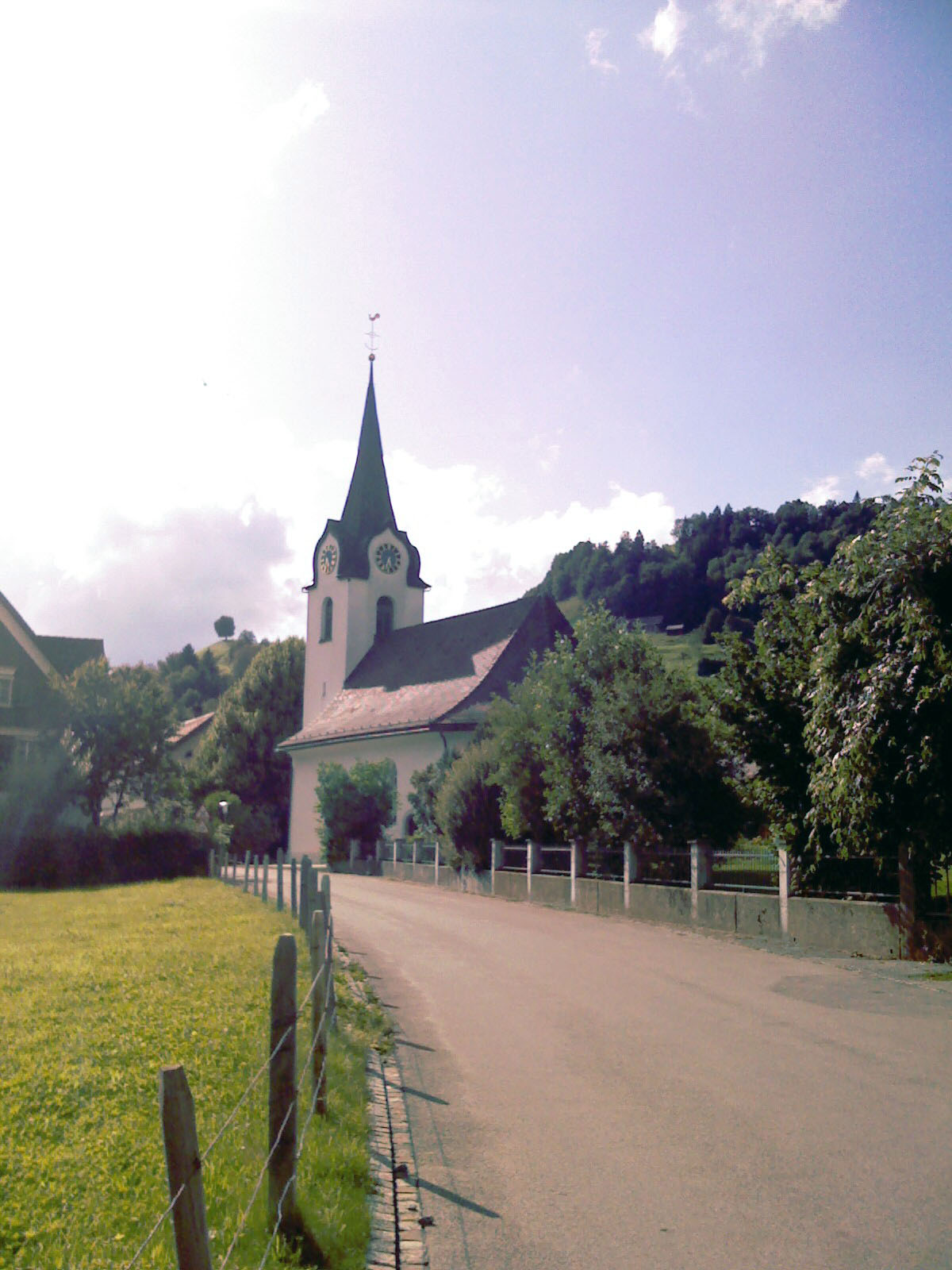
Kirche Ennetbühl

1803 bis 2004 gehörte Ennetbühl zur Gemeinde Krummenau, die sich 2005 mit der früheren Gemeinde Nesslau zusammenschloss.
Das Gebiet wurde im 12. Jahrhundert durch Hofjünger der Grafen von Toggenburg und Gotteshausleute der Abtei St. Gallen kolonisiert. Ennetbühl war ein gräfliches Lehen. 1468 gelangten Güter und Rechte durch Kauf in den Besitz der Fürstabtei St. Gallen, die Ennetbühl dem Gericht Thurtal zuwies.  Die Reformierten waren teils nach Krummenau und teils nach Nesslau kirchgenössig, bis 1755 eine eigene Kirchgemeinde gegründet wurde. Die bei Ennetbühl gelegene Schwefelquelle Rietbad war schon im Mittelalter bekannt. Sie wird seit dem Brand des Kurhauses Rietbad im Jahr 1988 nicht mehr genutzt.